# استخدام السجائر الإلكترونية
ارتفع استخدام السجائر الإلكترونية بسرعة منذ طرحها في الأسواق عام 2002. ارتفع العدد العالمي لمستخدمي السجائر الإلكترونية من حوالي 7 ملايين في عام 2011 إلى 68 مليونًا في عام 2021 و82 مليونًا في عام 2021. زاد الوعي واستخدام السجائر الإلكترونية زاد بشكل كبير خلال السنوات القليلة التي سبقت عام 2014، لا سيما بين الشباب والنساء في بعض أنحاء العالم. منذ إدخالها، ازداد استخدام السجائر الإلكترونية في غالبية البلدان ذات الدخل المرتفع. يعد استخدام السجائر الإلكترونية في الولايات المتحدة وأوروبا أعلى منه في البلدان الأخرى، باستثناء الصين التي لديها أكبر عدد من مستخدمي السجائر الإلكترونية. وبحسب ما ورد تباطأ نمو الاستخدام في المملكة المتحدة اعتبارًا من يناير 2018 منذ عام 2013. وقد يكون التكرار المتزايد لاستخدام السجائر الإلكترونية بسبب الترويج المكثف في القنوات الإعلامية التي يقودها الشباب، وانخفاض تكلفتها، والاعتقاد بأن السجائر الإلكترونية أكثر أمانًا من السجائر التقليدية، وفقًا لمراجعة عام 2016. قد يتزايد استخدام السجائر الإلكترونية أيضًا بسبب الإجماع بين العديد من المنظمات العلمية على أن السجائر الإلكترونية أكثر أمانًا (على الرغم من أنها لا تخلو من المخاطر) مقارنة بمنتجات التبغ القابلة للاحتراق. يبدو أن استخدام السجائر الإلكترونية يتزايد أيضًا في نفس الوقت الذي يحدث فيه انخفاض سريع في استخدام السجائر التقليدية في العديد من البلدان، ما يشير إلى أن السجائر الإلكترونية قد تحل محل السجائر التقليدية.
يتزايد انتشار السجائر الإلكترونية بين المراهقين في جميع أنحاء العالم. هناك تباين كبير في استخدام السجائر الإلكترونية بين الشباب في جميع أنحاء العالم عبر البلدان. على مدار السنوات التي سبقت عام 2017، نما استخدام السجائر الإلكترونية بين المراهقين كل عام منذ طرح هذه الأجهزة لأول مرة في الأسواق. يبدو أن هناك زيادة في استخدام السجائر الإلكترونية لمرة واحدة بين الشباب في جميع أنحاء العالم. معظم مستخدمي السجائر الإلكترونية بين الشباب لم يدخنوا من قبل قط. العديد من الشباب الذين يستخدمون السجائر الإلكترونية يدخنون السجائر التقليدية أيضًا. بينما وجدت بعض الدراسات ارتباطات بين استخدام السجائر الإلكترونية والسجائر التقليدية، فإن الدراسات التي تقدر هذه العلاقة باستخدام الطرق السببية من اقتصاديات الصحة خلصت إلى عكس ذلك. بشكل عام، تميل هذه الدراسات إلى استخدام أساليب الاقتصاد القياسي شبه التجريبية القوية جنبًا إلى جنب مع سياسة التباين للتنبؤ باستخدام السجائر الإلكترونية بدلًا من الاعتماد على الاختيار الفردي. يعد استخدام السياسة التباين أمرًا بالغ الأهمية لأنه يتجنب التحدي المنهجي المتمثل في أن العديد من مستخدمي السجائر الإلكترونية هم أفراد معرضون لمخاطر عالية وكانوا يدخنون السجائر لولا ذلك ويمكنهم الآن استخدام السجائر الإلكترونية أولًا من أجل تجريبها فقط قبل الانتقال إلى ما يفضلونه مسبقًا أي السجائر التقليدية. لذلك، يعد استخدام سياسة التباين بمثابة تحسين على الكثير من أبحاث السجائر الإلكترونية الحالية حتى الآن والتي تفشل في فصل التأثير السببي لاستخدام السجائر الإلكترونية عن التفضيلات لزيادة مخاطر استخدام منتجات التبغ تدريجيًا بمرور الوقت. استنتجت هذه الدراسات التي تستخدم سياسة التباين عمومًا أن السجائر الإلكترونية تحل محل التدخين، وهو ما يتوافق مع انخفاض معدلات استخدام السجائر بينما ترتفع معدلات استخدام السجائر الإلكترونية. يتناقض هذا مع الكثير من الأدبيات التي لا تستخدم السياسة التباين والاستنتاج الخاطئ أن السجائر الإلكترونية هي بوابات لاستخدام السجائر التقليدية، والتي لا تتماشى مع الأنماط المرصودة لتعاطي التبغ.
هناك أسباب متنوعة لاستخدام السجائر الإلكترونية. ترتبط دوافع معظم المستخدمين بمحاولة الإقلاع عن التدخين، ولكن نسبة كبيرة تميل إلى الاستخدام ترفيهي. يستشهد البالغون في الغالب بثلاثة أسباب لمحاولة استخدام السجائر الإلكترونية: كوسيلة مساعدة للإقلاع عن التدخين، كبديل أكثر أمانًا للسجائر التقليدية، وكوسيلة للالتفاف بسهولة على قوانين منع التدخين. يستخدم العديد السجائر الإلكترونية لأنهم يعتقدون أنها صحية أكثر من التدخين لأنفسهم أو من يجلسون إلى جنبهم. عادة، لا يهتم سوى نسبة صغيرة من المستخدمين بالآثار الصحية الضارة المحتملة. يبدو أن كبار السن يستخدمون السجائر الإلكترونية للإقلاع عن التدخين أو للالتفاف حول سياسات منع التدخين. يبدو أن هناك عنصرًا وراثيًا في استخدام التبغ، والذي ربما يلعب دورًا في انتقال استخدام السجائر الإلكترونية من التجريب إلى الاستخدام الروتيني. أعطى إدخال السجائر الإلكترونية لمدخني الحشيش طريقة مختلفة لاستنشاق شبائه القنب. يمكن لمستخدمي الحشيش الترفيهي استخدام مستخلصات القنب المزيلة للرائحة أو المنكَّهة بشكل فردي مع الحد الأدنى من الإزعاج للأشخاص المحيطين بهم وفرصة أقل للانكشاف، والمعروف باسم التدخين الخفي.

## الاستخدام

### الوتيرة
منذ طرحها في السوق عام 2003، ارتفع الاستخدام العالمي للسجائر الإلكترونية بشكل كبير. بحلول عام 2013، كان هناك عدة ملايين من المستخدمين على مستوى العالم. في عام 2011، كان هناك ما يقرب من سبعة ملايين مستخدم للسجائر الإلكترونية على مستوى العالم وارتفع العدد في عام 2011 إلى سبعة ملايين مستخدم بالغ للسجائر الإلكترونية وإلى 41 مليون مستخدم في عام 2018. وزاد الوعي واستخدام السجائر الإلكترونية بشكل كبير خلال السنوات القليلة التي سبقت عام 2014، خاصة بين الشباب والنساء في بعض المناطق من العالم. وجدت دراسة استقصائية أجريت عام 2013 في أربع دول أن هناك وعيًا أكبر بشكل عام بين المدخنين البالغين البيض مقارنة بالمدخنين غير البيض. يتزايد التدخين الإلكتروني في غالبية البلدان ذات الدخل المرتفع. يعد استخدام السجائر الإلكترونية في الولايات المتحدة وأوروبا أعلى منه في البلدان الأخرى، باستثناء الصين التي لديها أكبر عدد من مستخدمي السجائر الإلكترونية. وبحسب ما ورد تباطأ النمو في الولايات المتحدة في عام 2015، ما أدى إلى خفض توقعات السوق لعام 2016. وبحسب ما ورد تباطأ النمو في المملكة المتحدة اعتبارًا من يناير 2018 منذ عام 2013. وقد يكون التكرار المتزايد لاستخدام السجائر الإلكترونية بسبب الترويج المكثف في القنوات الإعلامية التي يقودها الشباب، وانخفاض تكلفتها، والاعتقاد بأن السجائر الإلكترونية أكثر أمانًا من السجائر التقليدية، وفقًا لمراجعة عام 2016. في عام 2018، قُدر أن هناك 35 مليون مستخدم للسجائر الإلكترونية على مستوى العالم (بما في ذلك منتجات التبغ التي لا تحترق)، مع توقع استمرار هذا النمو السريع.
أشارت الدراسات الاستقصائية التي أجريت في عامي 2010 و2011 إلى أن البالغين ذوي الدخل المرتفع كانوا أكثر عرضة لأن يكونوا قد سمعوا عن السجائر الإلكترونية، لكن أولئك الذين لديهم دخل منخفض ربما كانوا أكثر عرضة لتجربتها. كان لدى معظم المستخدمين تاريخ من تدخين السجائر العادية، بينما كانت النتائج حسب العرق مختلطة. ما لا يقل عن 52 % من المدخنين أو المدخنين السابقين استخدموا السجائر الإلكترونية. من بين المدخنين الذين استخدموا السجائر الإلكترونية، أصبح أقل من 15% منهم من مستخدمي السجائر الإلكترونية يوميًا. على الرغم من أن استخدام السجائر الإلكترونية بين أولئك الذين لم يدخنوا مطلقًا منخفض جدًا، إلا أنه يستمر في الارتفاع. عادةً ما يكون مدخني السجائر الإلكترونية مدخنين سابقين. يشيع استخدام السجائر الإلكترونية بين غير المدخنين. وهذا يشمل الشباب البالغين غير المدخنين. يعتبر التدخين الإلكتروني هو الأكبر بين البالغين الذين تتراوح أعمارهم بين 18 و24 عامًا، ويكون استخدامه أكبر بين البالغين الذين لم يحصلوا على شهادة الدراسة الثانوية. الشباب الذين يدخنون السجائر الإلكترونية ولكن لا يدخنون التبغ هم أكثر عرضة بمقدار الضعف لمحاولة التدخين مقارنة بأقرانهم الذين لا يدخنون. وجدت دراسة استقصائية عالمية لمستخدمي السجائر الإلكترونية أجريت في عام 2014 أن 3.5% فقط من المستجيبين استخدموا سائلًا بدون النيكوتين.